# Placosaris aethiopica
Placosaris aethiopica là một loài bướm đêm trong họ Crambidae.